# Plesiodiadema
Plesiodiadema is een geslacht van zee-egels uit de familie Aspidodiadematidae.

## Soorten
- Plesiodiadema amphigymnum (de Meijere, 1902)
- Plesiodiadema antillarum (A. Agassiz, 1880)
- Plesiodiadema globulosum (A. Agassiz, 1898)
- Plesiodiadema horridum (A. Agassiz, 1898)
- Plesiodiadema indicum (Döderlein, 1900)
- Plesiodiadema microtuberculatum (A. Agassiz, 1879)
- Plesiodiadema molle (Döderlein, 1901)